# Gabrc
Gabrc – wieś w Słowenii, w gminie Sveti Jurij ob Ščavnici. 1 stycznia 2017 liczyła 21 mieszkańców.